# Великое княжество Познанское
Великое княжество Познанское (также Великое герцогство Познанское, Познанское великое княжество, как вариант Познаньское; нем. Großherzogtum Posen; пол. Wielkie Księstwo Poznańskie) — герцогство (в польских источниках — княжество), созданное по решению Венского конгресса 1814—1815 на основе западных территорий Варшавского герцогства, ранее известных как Великая Польша (Великопольша). Территория герцогства составляла 28 951 км². Политико-административно стало автономией в составе Пруссии, затем после поражения революции 1848 — провинцией в составе Пруссии (провинция Позен). На востоке граничило с Царством Польским, присоединённым к Российской империи.

## Предыстория: предпосылки и условия формирования
В 1772 г. Пруссия заняла правый берег реки Нетце (в польских источниках Нотэць) и северную часть Иновроцлавского воеводства от Накла до Сольца, в 1773 г. — левый берег Нетце. В 1793 г. пруссаки получили земли, известные с тех пор под именем Южной Пруссии (Süd-Preussen). Через несколько лет прусское правительство конфисковало церковные владения, преобразовав их в королевские домены; ещё раньше были конфискованы имения многих участников польского восстания 1794 г. В 1807 г., в силу Тильзитского трактата, территория будущего Познанского княжества вошла в состав Великого герцогства Варшавского, вассального наполеоновской Франции. Однако после поражения Наполеона департаменты Познанский и Быдгощский, общей площадью 588 кв. миль, по условиям Венского трактата 1815 г. были отданы Пруссии под именем Вел. княжества (герцогства) Познанского. Трактат 3 мая, заключенный между Россией и Пруссией, обещал поделенным полякам особые учреждения, кои обеспечат сохранение их национальной самобытности («qui assurent la conservation de leur nationalité»), и разрешил свободное обращение товаров среди поделенных частей Польши. Одновременный патент короля Фридриха-Вильгельма III признавал, что этнические поляки, инкорпорированные в его монархию, не обязаны отрекаться от своего народа и религии; польский язык ставился в общественной жизни наряду с немецким; а полякам был обещан доступ к государственной деятельности не только в Великом княжестве Познанском, но и во всей Прусской монархии.

## История и развитие
Прусские власти провели в княжестве одну прогрессивную реформу: в 1823 г. здесь отменено крепостное право и организован провинциальный сейм, в который вошли 4 крупных землевладельца с личным голосом, 22 депутата от дворян, 16 — от городских гмин, 8 — от сельских. Однако на этом прогресс закончился, и вся дальнейшая история княжества фактически представляла собой попытку немцев ассимилировать местное польское большинство путём введения разного рода ограничений.
По условиям первоначального договора Великому княжеству Познанскому была обещана широкая внутренняя автономия в составе Прусского королевства, которую последнее предоставило лишь на короткий срок. Уже с 1820-х автономные органы в княжестве утратили реальную власть и превратились в консультативные придатки прусской администрации, на должности в которую назначались почти исключительно немцы. По сравнению с Царством Польским, присоединённым к Российской империи, где русификация до Польского восстания 1830—31 шла относительно медленно, польские административные и образовательные учреждения в Пруссии были распущены и упразднены достаточно быстро. Польский язык был полностью устранён из официальной сферы уже с 1825 года. После 1831 Пруссия развернула политику усиленной германизации польского населения княжества. В 1832 г. обер-президентом Познани был назначен Флотвель, которому дано было поручение объединить княжество с прусской монархией. В 1833 г. приостановлено право выбора кандидатов в ландраты, назначен особый фонд для скупки польских имений и передачи их немцам, уничтожены католические монастыри, игравшие важную культурную роль в жизни польских крестян. В 1836 г. немецкие власти лишили обитателей княжества права занимать должности войтов. Всё это вызывало рост недовольства среди познанских поляков. Из-за этнической и языковой дискриминации среди поляков княжества происходит усиленное литературное и умственное движение; основываются периодические издания, учреждаются учёные общества. В 1843 г. в Великом княжестве Познанском образуется революционный комитет, в 1846 г. вспыхивает восстание. Берлинская революция 1848 г. поддерживает это движение, результатом которого является деление Великого княжества на две части: польскую и немецкую, — что было подтверждено франкфуртским парламентом.

### Провинция Позен
В ходе подавления революции 1848—1849 годов в Германии княжество было превращено в провинцию Позен, хотя прусские короли, ставшие с 1871 также германскими императорами, продолжали использовать титул Великого герцога Познанского. По новой прусской конституции, межэтническая демаркационная линия была уничтожена, и всё Великое княжество Познанское было полностью инкорпорировано в состав Пруссии. С 1861 г. начинается преследование польского языка, перемена польских названий селений на немецкие. Германизация Познани усиливается после объединения Германии в 1870 г. Познанская провинция живёт под исключительными законами и переживает Культуркампф, при чём архиепископ Ледоховский и суффраган Янишевский попадают в тюрьму. Положение поляков ухудшается происходящим в их среде раздором между шляхетско-ксендзовской партией («Польское коло») и «народовцами», группирующимися около Шиманского, редактора «Orędownika».

## Население
- 900 000 чел. (1815)
- 1 350 000 чел. (1849)
- 2 100 000 чел. (1910)

Для сравнения, в российском Привислинском крае площадью 128 500 км² население увеличилось с 3,3 млн чел. в 1815 году до 6,1 млн чел. в 1870 и до 10,1 млн в 1900 году. По причине относительной малочисленности поляков Познани, германизация княжества проходила более успешно, чем русификация Польши. Доля поляков в герцогстве сократилась с 73 % (657 тыс.) в 1815 году до 64 % (1,344 млн.) в 1910, а доля немцев возросла с 25 % (225 тыс.) до 31 % (651 тыс.), евреев с 2 до 5 %. Немецкий язык значительно потеснил польский в герцогстве к началу XX века, особенно в официальной сфере.